# Golfo di Venere
Il golfo di Venere è un'insenatura sul Mare Adriatico meridionale situata in Abruzzo, lungo la Costa dei Trabocchi, che si estende per circa 2 chilometri nel territorio del comune di Fossacesia (provincia di Chieti).
Prende il nome dalla sovrastante abbazia di San Giovanni in Venere, situata su una collina prospiciente Fossacesia e il golfo.

## Storia
Storici locali come Domenico Romanelli, Domenico  Priori e Antonio Ludovico Antinori riportano che nell'epoca romana il sito era un piccolo porto noto come "Vicus Veneris" dotato di un tempio dedicato alla dea Venere, su cui sorse poi nell'XI secolo l'abbazia benedettina. Nei privilegi di Alessandro III e Pasquale II vengono menzionate le proprietà costiere del monastero che arrivavano sino all'interno della valle del Sangro, e lungo la costa sino a Ortona e Santo Stefano in Rivomaris (Casalbordino).
Il promontorio sin dal Medioevo e soprattutto nell'estate 1566 fu oggetto di attacchi pirateschi dei turchi, per cui il monastero di San Giovanni ne risultò più volte saccheggiato.
Di recente, durante la seconda guerra mondiale fu dichiarato luogo franco dai bombardamenti alleati per il vincolo nazionale sul monastero benedettino, nonostante alcuni danni lo avessero interessato. Negli anni 1970 si propose un progetto di lottizzazione del vasto campo di ulivi per costruzioni di palazzine residenziali, cosa che suscitò la viva protesta di personaggi locali di cultura come il medico Beniamino Rosati, Corrado Marciani e Emiliano Giancristofaro, che si batterono per evitare tale esito. Alla fine decisero di creare in Abruzzo la sezione di "Italia Nostra" a Lanciano (CH), con madrina Elena Croce, al fine di salvaguardare il paesaggio abruzzese dalle speculazioni, battendosi anche contro le lottizzazioni di aree del Parco nazionale d'Abruzzo, e contro il progetto di una raffineria di petrolio in Val di Sangro, la "Sangro chimica".
Dal XVIII secolo la costa del golfo così come la cosiddetta Costa dei Trabocchi, era sede di alcuni trabocchi da pesca, che di recente sono diventati un simbolo del paesaggio locale, e meta di turismo, soprattutto con lo sviluppo attorno al promontorio della frazione Fossacesia Marina. 